# Kuttersjön
Kuttersjön är en sjö i Skinnskattebergs kommun i Västmanland och ingår i Norrströms huvudavrinningsområde. Sjön är 5,5 meter djup, har en yta på 0,03 kvadratkilometer och är belägen 220 meter över havet. Vid provfiske har elritsa och öring fångats i sjön.